# 1975年飓风奥利维亚
飓风奥利维亚 （英語：Hurricane Olivia）是1943年马萨特兰飓风后对锡那罗亚州马萨特兰破坏最严重的飓风，也是1975年太平洋飓风季登陆时最强烈、造成损失最大的飓风。奥利维亚于10月22日在墨西哥南部形成并迅速强化为热带风暴。这股风暴起初朝西北方向移动，之后转向东北。10月23日，系统强度达到飓风级别，并于次日达到萨菲尔-辛普森飓风等级中的三级强度，然后很快开始朝墨西哥西北部的马萨特兰进发并登岸。虽然风暴登陆前，墨西哥军方就已经疏散了50000人，但奥利维亚还是摧毁了该地区的7000套房屋，导致30000人无家可归，损失总额为2000万美元（1975年美元，相当于1.17億2025年美元），当地也被宣布为灾区。飓风还致使30人遇难，其中20人是在海上因捕虾船被风暴袭击而落海淹死的。

## 气象历史
奥利维亚起源于一片广阔的对流区域，或是墨西哥西南部海域10月下旬持久存在的雷暴活动。随着一股环流的发展，系统于10月22日清晨在科利马州曼萨尼约西南方向约690公里处成为热带低气压。这股低气压在接下来向西北方向行进的过程中迅速增强为热带风暴奥利维亚，不过这以后的强化速度有所放缓。到了10月23日奥利维亚转朝东北方向移动时，环流的定义更加明确，系统的组织性更强，并在当天晚上达到飓风强度。
达到飓风强度后，奥利维亚加速朝东北偏北方向移动。多艘船只遭遇了风暴的冲击，面对着狂风和巨浪的威胁。10月24日，一架飓风猎人飞机观测到了椭圆形的风眼，探测到的风速为每小时146公里。之后系统还有进一步加强，并于UTC10月25日清晨5点左右以每小时185公里的最高风速和每小时230公里的阵风风速在墨西哥锡那罗亚州的马萨特兰登陆，这一强度已经达到了萨菲尔-辛普森飓风等级中的三级强度，令奥利维亚成为一个大型飓风。不过这场风暴上岸后便迅速消散了。

## 防灾措施和风暴影响

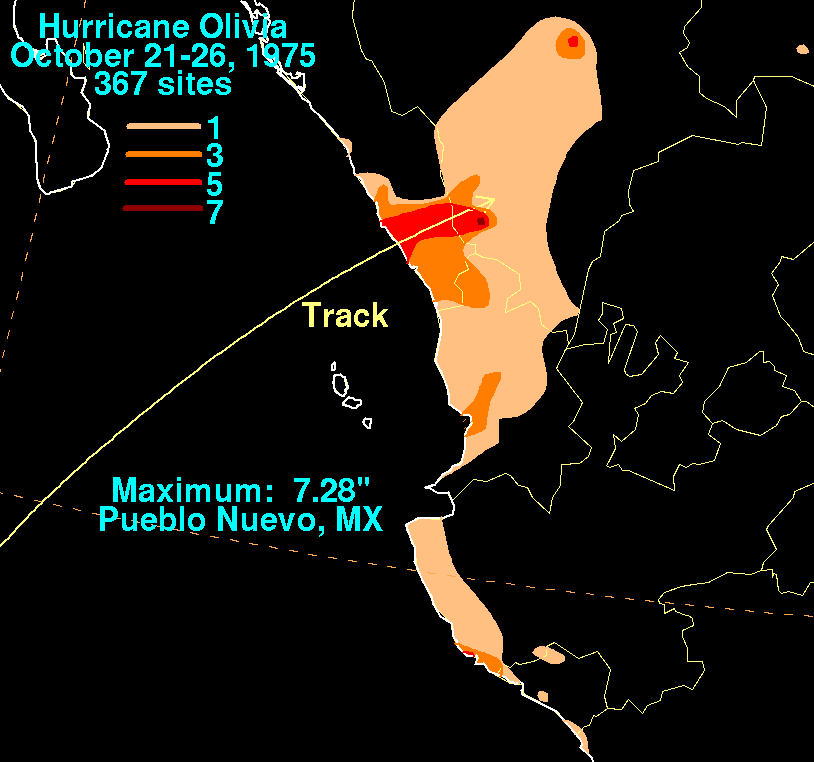
飓风奥利维亚降雨量总计

飓风奥利维亚登陆前，墨西哥军方从低洼地区疏散了约50000人。虽然大部分公众直到其登陆前一天才得知风暴来袭，但来自卫星和船舶观测的准确数量是大幅度降低死亡人数的一个关键因素。政府官员提醒船只，为了安全起见应该返回港口暂避，一场棒球比赛也因这场风暴而取消。随着奥利维亚的登岸，当地局部出现暴雨，其中西北部杜兰戈州的新城（Pueblo Nuevo）市降雨量达到185毫米。降雨量最大的是在奥利维亚登陆的一片狭窄区域中，其向南550公里外的米却肯州都还有约25毫米的雨量。马萨特兰遭遇的强风风速达每小时222公里。
狂风和暴雨一起摧毁了马萨特兰及附近十四个村庄的约7000套家宅，还有10000套房屋受到一定程度的破坏。被摧毁的民宅大多很简陋，飓风的经过令30000人流离失所，这些人只能住到学校、教堂和其他没有因风暴受损的建筑中。城市内的大部分建筑都受到了影响，风暴带来的碎屑掩埋了多条街道。飓风还切断了整个地区的电力和自来水供应，并且令交通基础设施受到破坏，高速公路和道路受损。当地机场也受到严重破坏，多架班机滞留，外来航班也不能进入。机场的大部分窗户被吹破，14架小型飞机被推倒。狂风还刮倒了树木，暴雨也导致了洪水的泛滥。
1975年的飓风奥利维亚被认为是继1943年的马萨特兰飓风以来袭击墨西哥马萨特兰的一场破坏最为严重的风暴，遭受这场风暴袭击后，该市被宣告为灾区。接近海岸线和旅游地区受到的经济损失达到400万美元（1975年美元，相当于2337萬2025年美元）。奥利维亚所到之处一共导致30人死亡，500人受伤，其中17人重伤。其中有20人是因风暴击毁了三艘捕虾船而被淹死。狂风还破坏了一所监狱的围墙，致使两位犯人丧生，其他人则因此而越狱。损失总额为2000万美元（1975年美元，相当于1.17億2025年美元）。
奥利维亚是信史上袭击马萨特兰的三场大型飓风之一，另外两场是分别1943年马萨特兰飓风和1957年太平洋飓风季期间的一场飓风。此外，1983年的飓风蒂科差一点就袭击了该市。风暴消散后当地立即开始了重建，墨西哥国防部快速部署向风暴灾民送去了食品和饮用水。风暴过后第二天，墨西哥海军将两船救灾物资送到马萨特兰，其中包括饮用水、药品和救援设备。风暴经过该地区三天后，救援人员开始清理风暴留下的碎屑。